# روبيو (لاعب كرة قدم)
روبيو (بالإسبانية: Rubén López Huesca)‏ هو لاعب كرة قدم إسباني في مركز الهجوم، ولد في 1995 في لقنت في إسبانيا. لعب مع نادي ألكويانو.

## وصلات خارجية
- روبيو (لاعب كرة قدم) على موقع قاعدة بيانات كرة القدم.إي يو (الإنجليزية)
- روبيو (لاعب كرة قدم) على موقع Soccerway.com (الإنجليزية)